# Aleksa Bjeliš
Aleksa Bjeliš (Rijeka, 2. veljače 1947.), hrvatski fizičar.

## Životopis
Fiziku je diplomirao 1970. na PMF-u u Zagrebu, a magistrirao 1974. na temu Dinamičke osobine kvazi-jednodimenzionalnih elektron-fonon sistema. 1978. obranio je doktorat u radu Strukturne nestabilnosti u jednodimenzionalnim vodičima. 
1971. postaje asistent pripravnik, 1974. znanstveni asistent, a od 1980. do 1988. znanstveni suradnik na Institutu za fiziku Sveučilišta u Zagrebu. Bio je nositelj Odjela za teorijsku fiziku, predsjednik Znanstvenog vijeća te vršitelj dužnosti direktora Instituta.
1988. postao je docent, 1990. izvanredni, a od 1997. redoviti profesor u Zavodu za teorijsku fiziku Fizičkog odsjeka PMF-a.
Do sada je objavio oko 70 znanstvenih radova, pretežno u međunarodnim otvorenim časopisima.
Bio je pozvani predavač na oko petnaest međunarodnih konferencija, radionica i škola te sudjelovao na preko dvadeset međunarodnih skupova. Bio je gostujući znanstvenik ili profesor na pojedinim sveučilištima u Francuskoj, SAD-u, Kanadi, Italiji, Švicarskoj i Mađarskoj. Predaje kolegije Klasična mehanika i Nelinearne pojave u fizici na diplomskom studiju te kolegije Fizika čvrstog stanja i Nelinearni kontinuumi na poslijediplomskom studiju. Godine 1999. je predavao kolegij Charge and Spin Density Waves na Troisième cycle de la physique en Suisse Romande u Lausanni.
U razdoblju od 1990. do 1994. bio je prodekan Prirodoslovnih odjela PMF-a, od 1991. do 1994. prodekan PMF-a, od 1995. do 1997. pomoćnik dekanice PMF-a za međunarodnu suradnju, a od 2000. do 2002. dekan PMF-a. 1995. postao je predsjednik Odbora za međunarodnu suradnju Sveučilišta u Zagrebu, a 2002. je prorektor za znanost i razvoj Sveučilišta u Zagrebu. Od 2001. do 2005. je bio član Nacionalnog vijeća za visoku naobrazbu. 2003. postaje predstavnik Republike Hrvatske u Bologna Follow-up Group (BFUG). Bio je član BFUG Stocktaking Group za pripremu izvješća za ministarsku konferenciju u Bergenu 2005.
Od 2002. je predstavnik Hrvatske akademske zajednice u Steering Committee on Higher Education and Research, Council of Europe. Od 2004. je predsjednik Povjerenstva Rektorskog zbora za pripremu i praćenje implementacije Bolonjske deklaracije. Član je Europskog fizičkog društva i Hrvatskog fizičkog društva. Od 2006. do 2014. bio je rektor Sveučilišta u Zagrebu. 